# Unipol Arena
El Unipol Arena (anteriormente conocido como PalaMalaguti o Futurshow Station) es un pabellón multiusos ubicado en Casalecchio di Reno, Italia. La arena tiene capacidad de 11.000 personas para juegos de baloncesto y tiene una capacidad de 20.000 personas para conciertos. El pabellón fue abierto en diciembre de 1993 y fue reconstruido entre 2008 y 2009.

## Antecedentes
La arena fue inaugurada en diciembre de 1993 para ser reformado en 2009 en la cual se añadió un museo dedicado al equipo local, nuevos asientos negros y blancos y un nuevo parque para la arena. En octubre de 2011, la arena modificó su nombre a "Unipol Arena" por un acuerdo de comercialización de patrocinio de nombre. 
En el verano de 2016 se expande el recinto de 8.500 a 11.000 espectadores en la modalidad de baloncesto y se añadieron dos museos más.

## Ubicación
El Unipol Arena se ubica en Casalecchio di Reno, Italia, frente a una importante zona comercial muy transitada en la zona conurbana de la ciudad de Bolonia. El recinto es muy fácil de acceder, incluyendo un estacionamiento y una estación de ferrocarril conectada con la ciudad.